# Flüelapas
De Flüelapas is een bergpas in het oosten van Zwitserland, in het kanton Graubünden tussen Davos en Susch. Deze pas met een hoogte van ca. 2400 meter, vormt de hoofdverbinding tussen het noorden van het Engadin en Davos. Een groot deel van het jaar is deze pas gesloten omdat er tot ver in mei vaak nog sneeuw ligt.
De Flüelapas is het uitgangspunt van een groot aantal wandelingen, onder andere naar de Flüela Schwarzhorn en de Jöriseen. Dit gebied, vooral richting Engadin-dal, wordt 's zomers niet bevolkt door horden toeristen en is geschikt om ook met kinderen wandelingen te maken.
Sinds de bouw van de Vereinatunnel, een treintunnel met autotrein tussen Klosters en Lavin in de Engadin, is het noorden van het Engadin ook goed te bereiken als de Flüelapas gesloten is.
Albrun · Albula · Alpe Gesero · Bernina · Brünig · Chasseral · Croix · Ferret · Flüela · Forclaz · Furka · Furggu · Gemmi · Glas · Glaubenberg ·  Glaubenbüelen · Gries · Grimsel · Grote Scheidegg · Grote St.-Bernhard · Gurnigel · Gueulaz · Jaun · Julier · Klausen · Kleine Scheidegg · Kunkel · Lenzerheidepas · Livigno · Lukmanier · Maloja · Moosalp · Morgins · Mosses · · Saanenmöser · Neggia · Nufenen · Oberalp · Ofen · Pillon · Planches · Pragel · San Bernardino · Sanetsch · Schallenberg · Simplon · Sint-Gotthard · Splügen · Susten · Umbrail · Vue des Alpes · Wolfgang